# Mario Pesce
Mario Pesce (Francavilla al Mare, 19 settembre 1942 – Francavilla al Mare, 7 febbraio 2023) è stato un calciatore italiano, di ruolo centrocampista e successivamente libero.

## Carriera
Vanta 179 presenze in Serie B con le maglie di Messina e Reggina. Ad inizio carriera ha militato con il Francavilla in Promozione; è passato poi al Chieti in Serie C, e di seguito al Giulianova in Serie D e all'Aquila, ancora in Serie C.
Passa al Messina nel 1965, e tre anni dopo cambia sponda dello Stretto trasferendosi alla Reggina. Chiude la carriera nel 1972 con l'Acireale, a causa di un grave infortunio al ginocchio.